# Hymenoplia castiliana
Hymenoplia castiliana är en skalbaggsart som beskrevs av Edmund Reitter 1890. Hymenoplia castiliana ingår i släktet Hymenoplia och familjen Melolonthidae. Inga underarter finns listade i Catalogue of Life.